# WiTricity

WiTricity est une expérience de  transmission de l'électricité sans fil réalisée par la corporation du même nom, conçue par Dave Gerding en 2005, et réalisée en 2007 par l'équipe de recherche de l'Institut de technologie du Massachusetts (MIT) dirigée par le professeur Marin Soljačić. Le terme de WiTricity est un mot-valise pour « wireless electricity ».

## Description

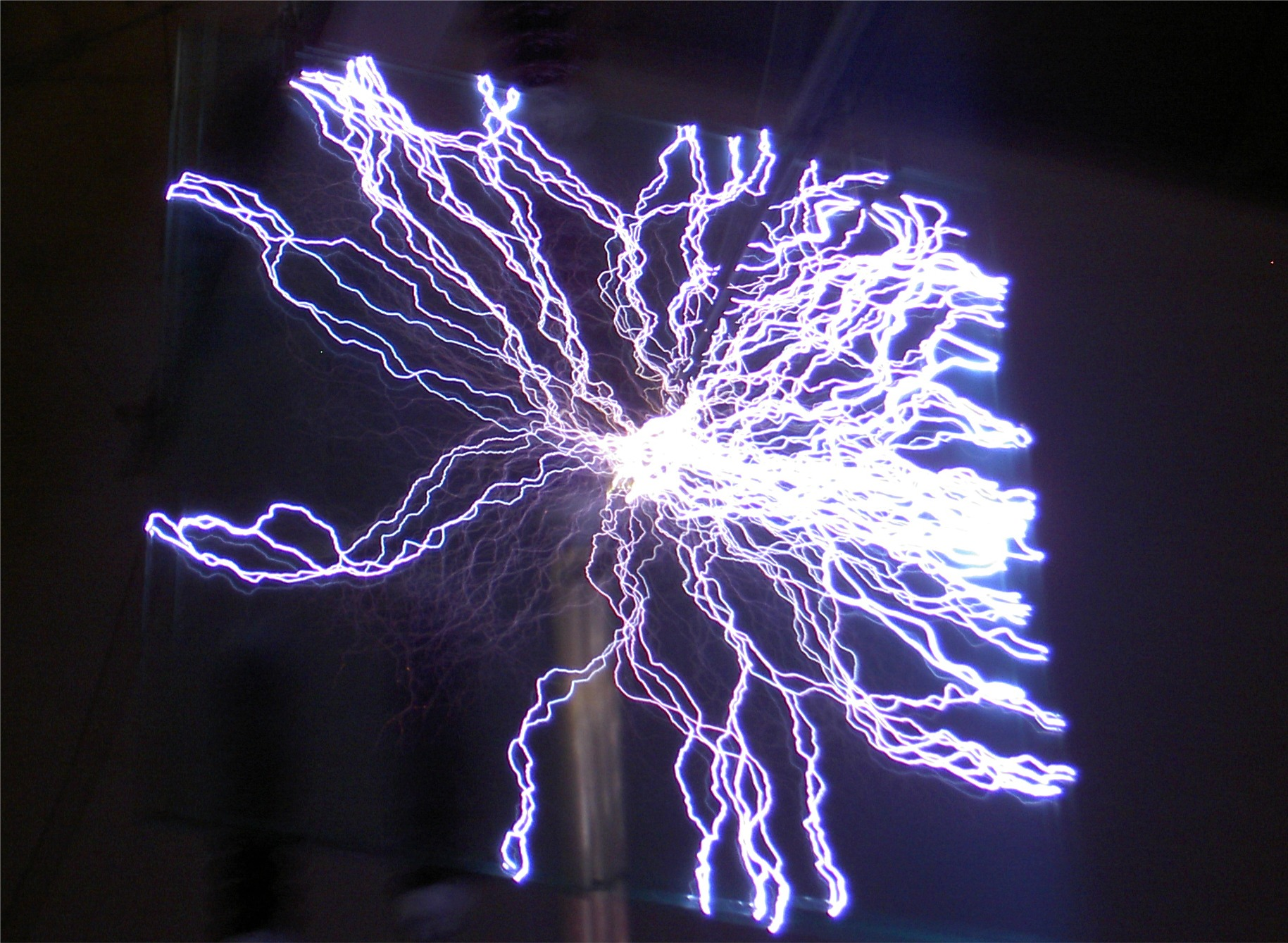
Décharge électrique sur une vitre.

La witricity est fondée sur un système comprenant un transmetteur et un récepteur ayant des antennes à boucle magnétique syntonisées à la même fréquence. Comme l'installation fonctionne dans un champ électromagnétique dit proche (par opposition aux champs radiatifs ou lointains), les dispositifs de réception doivent être à une distance de quelques mètres du transmetteur. Le système utilise une gamme de moyennes fréquences (quelques mégahertz). L'équipe du MIT a aussi simulé dans un résonateur diélectrique en GHz.
Le concept de la witricity est fondamentalement identique au champ magnétique de la bobine Tesla, mais en utilisant une énergie considérablement plus basse et plus sécuritaire. La technologie des champs rapprochés donne un bon pouvoir de transmission si les récepteurs et le transmetteur sont proches, mais avec la technologie des champs éloignés, la source transmet toujours dans toutes les directions, provoquant ainsi une perte d'énergie considérable.

## En pratique
Les chercheurs du MIT ont démontré avec succès la capacité d'allumer une ampoule de 60 watts, depuis une source électrique située à environ deux mètres de distance, avec un rendement de 40 %. En utilisant deux bobines de cuivre de 60 centimètres de diamètre avec une résonance à 10 MHz, l'une branchée sur l'ampoule et l'autre sur la source électrique, ils ont pu alimenter l'ampoule même si les deux objets n'étaient pas dans la ligne de la vue. 
Les chercheurs planifient de miniaturiser le système pour un usage commercial ; ils suggèrent que la densité de radiation énergétique peut être sous la barre des exigences des autorités des groupes de communications (FCC aux États-Unis, CRTC au Canada).
Le fabricant chinois Haier a présenté à l’IFA 2010 un téléviseur sans fils utilisant WiTricity, capable de fonctionner de façon optimale jusqu'à 80 cm de distance de la source électrique. Au CES 2012 de Las Vegas, une évolution du modèle, optimisée a été présentée.
En 2012, Sharp dévoile le premier modèle commercial de smartphone utilisant la norme. Cependant, les contraintes techniques relatives à l'alimentation en électricité sans fil (présence d'un émetteur relié au réseau électrique...) font que cet appareil n'est utilisable que dans certains quartiers de la seule ville de Tokyo (Ginza, Omotesando, Shibuya).
Les premiers modèles commerciaux d'appareils domestiques utilisant cette norme (radios, téléviseurs, smartphones) devraient être commercialisés en Occident à l'horizon 2015[Passage à actualiser].

## Terminologie
La francisation par calque « witricité » n'a pas été retenue par l'Office québécois de la langue française qui lui préfère « électricité sans fil ».